# Pietro Pinna Parpaglia
Pietro Pinna Parpaglia (Pozzomaggiore, 12 gennaio 1891 – Pozzomaggiore, 9 ottobre 1966) è stato un generale e politico italiano, distintosi come osservatore d'aeroplano del Corpo aeronautico militare durante la prima guerra mondiale. Ricoprì l'incarico di Sottocapo di Stato maggiore della Regia Aeronautica tra il 15 ottobre 1933 e il 1º dicembre 1939, e Comandante dell'Aeronautica dell'Africa Orientale Italiana tra il dicembre 1939 e l'aprile 1941. Dal 27 gennaio 1944 al 28 maggio 1949 ricoprì l'incarico di Alto Commissario della Sardegna. Insignito della croce di commendatore dell'Ordine militare di Savoia, di due medaglie d'argento e una di bronzo al valor militare, e della croce di grande ufficiale dell'Ordine dei Santi Maurizio e Lazzaro.

## Biografia
Nacque a Pozzomaggiore il 12 gennaio 1891, figlio di una famiglia di latifondisti del paese. Compì gli studi di giurisprudenza, insieme a Palmiro Togliatti e Mario Berlinguer, laureandosi nel 1913. Poco dopo aver conseguito la laurea iniziò la carriera in magistratura ma, dopo l'entrata in guerra del Regno d'Italia avvenuta il 24 maggio 1915, si arruolò volontario nel Regio Esercito con il grado di sottotenente, assegnato al 46º Reggimento artiglieria da campagna. 
Nel 1916 fu promosso tenente per merito di guerra, e fece domanda per entrare nel Servizio Aeronautico in qualità di osservatore militare. Dall'inizio del 1917 in forza alla 43ª Squadriglia per l'artiglieria del V Gruppo della 3ª Armata, dotata di velivoli Caudron G.3, eseguì, il 12 e il 18 marzo 1917, due rischiose missioni di ricognizione rispettivamente su Goriansko e Kobila Glava.
Promosso capitano, il 1º agosto 1917 era in forza alla 72ª Squadriglia caccia sull'Aeroporto di Ghedi e il 12 ottobre 1917 è alla 120ª Squadriglia di Castenedolo su SAML S.1. Il 3 dicembre assunse il comando della 39ª Squadriglia basata a Cà Tessera. Il 14 maggio 1918 l'unità, dotata di velivoli Savoia-Pomilio SP.3 e SAML venne trasferita sul nuovo aeroporto di Malcontenta, con il compito di assistenza e regolazione del tiro delle artiglierie del XXVIII Corpo d'armata. La squadriglia svolse anche attività di bombardamento leggero, ricognizione, lancio volantini di propaganda sui territori italiani occupati, fino al termine delle ostilità, il 4 novembre 1918. Al termine della guerra egli comandava il V Gruppo e risultava insignito di una Medaglia d'argento e una di bronzo al valor militare. Conseguì il brevetto di pilota d'aeroplano nel corso del 1919, e poi comandante della 27ª Squadriglia.
Nel 1923 transitò in forza nella neocostituita Regia Aeronautica, scalando rapidamente le gerarchie militari. Ricoprì gli incarichi di Direttore della Scuola di osservazione aerea, Capo ufficio Consulente Tecnico d'Aeronautica presso lo Stato Maggiore Generale, Consulente tecnico d'aeronautica presso la Delegazione italiana a Ginevra.
Dall'ottobre del 1928 al settembre 1929 fu comandante del 2º Stormo, e promosso colonnello nel 1930, dal 1º novembre 1931 al 31 ottobre 1932 fu comandante del 13º Stormo. Promosso generale di brigata aerea nel 1933, il 15 ottobre dello stesso anno sostituì il generale Francesco Pricolo nella carica di Sottocapo di Stato maggiore della Regia Aeronautica. Ricoprì tale incarico fino al 1º dicembre 1939 quando fu sostituito dal generale di squadra aerea Giuseppe Santoro, venendo promosso generale di divisione aerea nel 1934. Il 15 agosto 1936 il generale di squadra aerea Pinna sostituì il generale di divisione aerea Mario Ajmone Cat nella carica di Comandante del Comando aeronautica dell'Africa orientale italiana, ma il 4 dicembre dello stesso anno fu sostituito dal generale Aurelio Liotta e rientrò in patria, insignito di una seconda Medaglia d'argento al valor militare, e con la promozione al rango di generale di squadra aerea.
Nel 1939 divenne Grande Ufficiale dell'Ordine dei Santi Maurizio e Lazzaro, e nel dicembre dello stesso anno tornò nuovamente in A.O.I. come comandante delle forze aeree presenti in quel settore, sostituendo il generale Gennaro Tedeschini Lalli. Il 10 giugno 1940 l'Italia entrò in guerra contro la Francia e la Gran Bretagna, e le forze della Regia Aeronautica presenti nell'Impero entrarono immediatamente in azione. Il 30 aprile 1941, dopo la caduta dell'Impero italiano, venne fatto prigioniero dagli inglesi e trasferito in India, presso il campo di prigionia di Prem Nagar, otto miglia a est di Dehradun. Il 20 dicembre 1942 venne trasferito negli Stati Uniti d'America, rinchiuso nel campo di prigionia di Monticello (Arkansas), organizzato sul modello tedesco, ben più duro di quello indiano. Dopo la caduta del fascismo (25 luglio 1943), e l'armistizio con gli anglo-americani (8 settembre dello stesso anno), scrisse una lettera al Presidente degli Stati Uniti Franklin Delano Roosevelt invitandolo a favorire la creazione di unità combattenti tra i prigionieri di guerra italiani, da utilizzare contro l'ormai comune nemico tedesco. Tale iniziativa ottenne l'appoggio del sindaco di New York Fiorello La Guardia che era stato maggiore pilota nella 5ª Squadriglia del Corpo Aeronautico italiano e mosse affinché venissero creati reparti combattenti pro-alleati. Vista la sua presa di posizione gli alleati lo trasferirono dapprima in Algeria, e poi lo fecero rientrare in Italia, mandandolo Napoli e poi a Salerno.
Il 27 gennaio 1944 fu lo stesso governo militare alleato a nominarlo Alto Commissario per la Sardegna. Egli si impegnò, seppure tra mille difficoltà dovute alla scarsezza di mezzi a disposizione, ma con buoni risultati, per indirizzare e gestire il processo di ricostruzione economica, politica e sociale dell'isola che soffriva la tragedia del dopoguerra, ottenendo buoni risultati. Tra le sue iniziative si annoverano l'istituzione della Fiera campionaria di Cagliari e la realizzazione dell'aeroporto di Alghero.. A causa di questo fatto il governo presieduto dal Maresciallo d'Italia Pietro Badoglio decise di affiancargli una consulta formata da 18 elementi. Fu confermato nell'incarico anche durante il primo governo Parri e i successivi cinque De Gasperi, rimanendo in carica fino al 28 maggio 1949 quando ci furono le prime elezioni del Consiglio Regionale. La nomina ad Alto Commissario lo rese automaticamente membro della Consulta Nazionale. Nel corso del 1949 fu richiamato al servizio militare come direttore generale dell'Aviazione Civile e del traffico aereo e, nel 1953, divenne Consigliere di Stato fino al 1961, quando fu collocato a riposo con il grado di Presidente di sezione giurisdizionale. Si ritirò nella città natale di Pozzomaggiore, dove trascorse gli ultimi sei anni di vita, spegnendosi il 9 ottobre 1966.

### Annotazioni
1. ↑  Dandogli anche pieni poteri militari sui circa 230.000 militari presenti all'epoca in Sardegna.
2. ↑  Tali rappresentanti furono scelti personalmente da Pinna, approvati dal governo, e rappresentavano i risorti partiti antifascisti.

### Fonti
1. 1 2 3 4  Ufficio Storico dell'Aeronautica Militare 1969, p. 155.
2. 1 2 3 4 5 6 7 8 9  Murono 2011, p. 3.
3. 1 2 3 4 5 6 7 8 9 10 11  Mancini 1936, p. 496.
4. 1 2  Molfese 1925, p. 15.
5. ↑  Molfese 1925, p. 24.
6. ↑  Molfese 1925, p. 18.
7. ↑  Molfese 1925, p. 55.
8. ↑  Molfese 1925, p. 28.
9. ↑  Lioy 1965, p. 38.
10. ↑  Lioy 1965, p. 136.
11. 1 2  Lioy 1965, p. 238.
12. 1 2 3  Di Capua 2005, p. 199.
13. ↑  Regio Decreto Legge n. 21 firmato da Badoglio.
14. ↑  Deidda 2008, p. 5.
15. ↑  Deidda 2006, p. 202.
16. 1 2 3  Sito web del Quirinale: dettaglio decorato.
17. ↑   Sito web del Quirinale: dettaglio decorato., su quirinale.it. URL consultato l'11 novembre 2021.